# Cabot Corporation
Pour les articles homonymes, voir Cabot.
Cabot Corporation (NYSE : CBT) est une entreprise (corporation) américaine, active depuis plus d'un siècle dans le domaine de la chimie fine et plus récemment de certains produits spéciaux (fluides de forage). 
Elle opère dans 4 principaux secteurs :
1. marché du noir de carbone
2. Marché des oxydes métalliques
3. Supermetals : leader américain pour le tantale (Ta) (obtenu par frittage ou par fusion sous faisceau d'électrons  et le niobium (Nb) fournis en lingots, éléments sur mesure, poudres, tubes, etc.)
4. marché des fluides spéciaux pour l'industrie pétrolière

Le slogan de la compagnie est "Creating What Matters".

## Histoire
En 1882, la Cabot Corporation fut fondée par Godfrey Lowell Cabot. 
La compagnie a concentré ses activités sur certains métalloïdes et produits pharmaceutiques au XXe siècle, et a élargi ses activités au XXIe siècle avec des petits matériels électroniques.

## Principaux actionnaires
Au 7 janvier 2020:
| SPO Partners & Co.               | 10,4% |
| The Vanguard Group               | 8,96% |
| Wellington Management            | 5,47% |
| LSV Asset Management             | 4,93% |
| Fuller & Thaler Asset Management | 4,54% |
| Earnest Partners                 | 4,27% |
| BankBoston Corp.                 | 3,60% |
| BlackRock Fund Advisors          | 3,26% |
| SSgA Funds Management            | 2,64% |
| Dimensional Fund Advisors        | 2,63% |

## Production
La Cabot Corporation produit notamment :
- des aérogels
- du noir de carbone
- des fluides à base de formiate de césium
- des composés conducteurs
- des composites élastomères
- la chimie fine du césium
- des électrocatalyseurs pour batteries
- Fumed Metal Oxides
- colorants pour imprimantes à jet d'encre
- Masterbatch (additifs pour plastiques)
- minéraux
- du niobium
- du tantale
- Nanogel

Bien que l'entreprise vende de nombreux produits, 77 % de son revenu en 2007 provenait du commerce du noir de carbone et des particules ultrafines utilisées dans les caoutchouc de pneus

## Critiques

### Pollution
Sam Bodman qui dirigeait Cabot durant le boom du coltan, a été nommé en décembre 2004 comme secrétaire à l'énergie de George W. Bush. Durant la période durant laquelle Bodman a dirigé l'entreprise (1987 à 2000) le groupe a été, selon J. Leopold dans un article du Huffington Post, l'un des plus grands pollueurs des États-Unis, avec l'émission de 60 000 tonnes d'émissions toxiques dans l'air par an.

### Minéraux sources de conflits
Selon ce même article, les Léopold Cabot avait conclu un accord tripartite avec des États et Eagle Wings Resources International pour se fournir en  coltan produit en République démocratique du Congo, or le coltan fait partie des « Conflicts minerals» (cassitérite, wolframite, coltan et or faisant l'objet de trafics illégaux). En réaction à de fréquentes violations des droits de l'Homme par des groupes armés profitant abusivement des devises du marché minier et de certains minéraux et métaux, la communauté internationale et les États-Unis et l'OCDE ont proposé aux entreprises certaines bonnes pratiques pour ne pas ou ne plus soutenir le commerce illégal favorisant ces groupes. 
Le soupçon qui a porté sur l'entreprise n'est selon elle fondé. Cabot a répondu au document du Conseil de sécurité des Nations unies référencé S/2001/357 et intitulé « Rapport final du Groupe d'experts sur l'exploitation illégale des ressources naturelles et autres formes de richesse de la République démocratique du Congo », en publiant la position officielle du groupe Cabot sur l'exploitation minière en Afrique ; Cette déclaration d'août 2008 explique où Cabot se fournit en tantale et en coltan (au Canada, en Australie et au Mozambique, et non dans des pays où le secteur minier est en lien avec des groupes violant les droits de l'Homme). L'entreprise affirme disposer de procédures visant à empêcher l'importation inappropriée de matières premières venant de la République du Congo, de la République démocratique du Congo, de la République de Zambie, de la République du Burundi ou de la République du Rwanda.

### Fonderie et Tantale
L'entreprise a aussi été suspectée d'être en situation de conflit d'intérêts dans le domaine du tantale ou de contribuer illégalement au fonctionnement de groupes armés impliqués dans des violations des droits humains dans l'est du Congo où existent des mines illégales. 

En décembre 2010, la coalition "Electronic Industry Citizenship Coalition" (EICC) et l'initiative Global e-Sustainability Initiative (GeSI) ont conclu que la fonderie Supermetals Cabot était conforme au protocole de l'EICC/GeSI Tantalum validation protocol. Cette décision était fondée sur les  [Conflict‐Free Smelter (CFS) (évaluations faites en septembre et octobre 2010 sur les sites de la fonderie Supermetals de Cabot de Boyertown (Pennsylvanie) et d'Aizu (Japon). 
Aux États-Unis, à partir de 2011, après y avoir été invité à le faire volontairement, les entreprises du domaine de l'électronique doivent publier leurs lieux d'approvisionnement en métaux rares sources de conflits (« Conflict Metals ») afin que les consommateurs puissent savoir si le commerce de ces métaux s'est fait légalement et éthiquement 